# ريكاردو بيوتراجو
ريكاردو بيوتراجو (بالإسبانية: Ricardo Buitrago)‏ (10 مارس 1986 ببنما - ) هو لاعب كرة قدم بنمي في مركز الوسط. شارك مع منتخب بنما تحت 20 سنة لكرة القدم ومنتخب بنما لكرة القدم. أما مع النوادي، فقد لعب مع خوان أوريتش وديبورتيس كوينديو ونادي إلتشي ونادي كارتاهينيس وبلازا أمادور وElche CF Ilicitano ‏.

## وصلات خارجية
- ريكاردو بيوتراجو على موقع الاتحاد الدولي (مؤرشف)  (الإنجليزية)
- ريكاردو بيوتراجو على موقع قاعدة بيانات كرة القدم.إي يو (الإنجليزية)
- ريكاردو بيوتراجو على موقع ناشيونال فوتبول تيمز (الإنجليزية)
- ريكاردو بيوتراجو على موقع Soccerbase.com (لاعب) (الإنجليزية)
- ريكاردو بيوتراجو على موقع Soccerway.com (الإنجليزية)
- ريكاردو بيوتراجو على موقع عالم كرة القدم.نت (الإنجليزية)
- ريكاردو بيوتراجو على موقع AS.com (الإسبانية)